# Sarcinodes aegrota
Sarcinodes aegrota là một loài bướm đêm trong họ Geometridae.